# Retablo de Bernabé

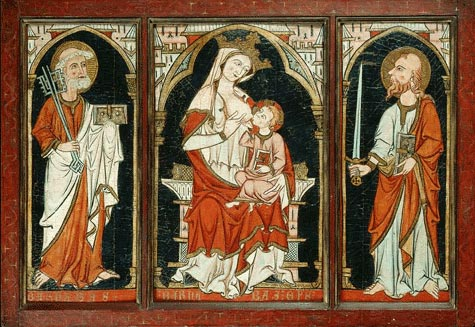
Retablo de Bernabé (Kimbell Art Museum, Fort Worth, Texas).

Retablo de Bernabé (Barnabas altarpiece -en lengua inglesa en la catalogación y la escasa bibliografía que trata sobre él-) es un retablo de datación y localización problemática (el norte de España o Sur de Francia a mediados del siglo XIII o mediados del siglo XIV), conservado en el Kimbell Art Museum (Fort Worth, Texas). Es un conjunto de tres tablas (tríptico) pintadas con técnica mixta (temple, óleo y oro). Las dimensiones del panel izquierdo son 91 x 36,5 cm, las del panel del centro 91 x 57 cm, las del de la derecha 91 x 37 cm, y las del conjunto enmarcado 106,4 x 153 x 5,7 cm.
Se le ha denominado así por una inscripción, que nombra a un BARNABAS EPS. ("obispo Bernabé"). Si se identifica al donante como el médico de Alfonso XI que llegó a ser nombrado obispo de Osma en 1329, habría que optar por una cronología tardía (la fundación de una capilla en su catedral en 1350, un año antes de su muerte). Una cronología mucho más temprana propone otra interpretación: que la inscripción se refiere a San Bernabé, apóstol y primer obispo de Chipre, lo que permitiría identificar el retablo como una donación de San Luis de Francia a la iglesia de San Pedro y San Pablo del complejo palaciego y monástico que planificaba construir en Nicosia para la Casa de Lusignan hacia 1248-1249. Tal hipótesis explicaría el material del soporte: madera de sauce, de uso muy poco frecuente, restringido al sur de Francia.
No debe confundirse con el retablo de San Bernabé (pala di San Barnaba), de Boticelli (1487), ni con otros retablos dedicados a ese santo.